# Aa en Hunze
Pour les articles homonymes, voir Aa.
Aa en Hunze (en français : Aa-et-Hunze) est une commune néerlandaise située en province de Drenthe. Elle compte 25 548 habitants en 2020, avec l'hôtel de ville à Gieten (5 050 habitants). Établie en 1998, la commune constitue un regroupement administratif de nombreux villages et hameaux.

## Géographie
La commune s'étend sur 278,86 km2 dans le nord-est de la province de Drenthe, en limite de celle de Groningue.

## Histoire
La commune Aa en Hunze a été créée le 1er janvier 1998 par la fusion des communes d'Anloo, Gasselte, Gieten et Rolde. Elle tire son nom de deux rivières qui coulent sur son territoire, le Drentsche Aa et la Hunze.

## Galerie

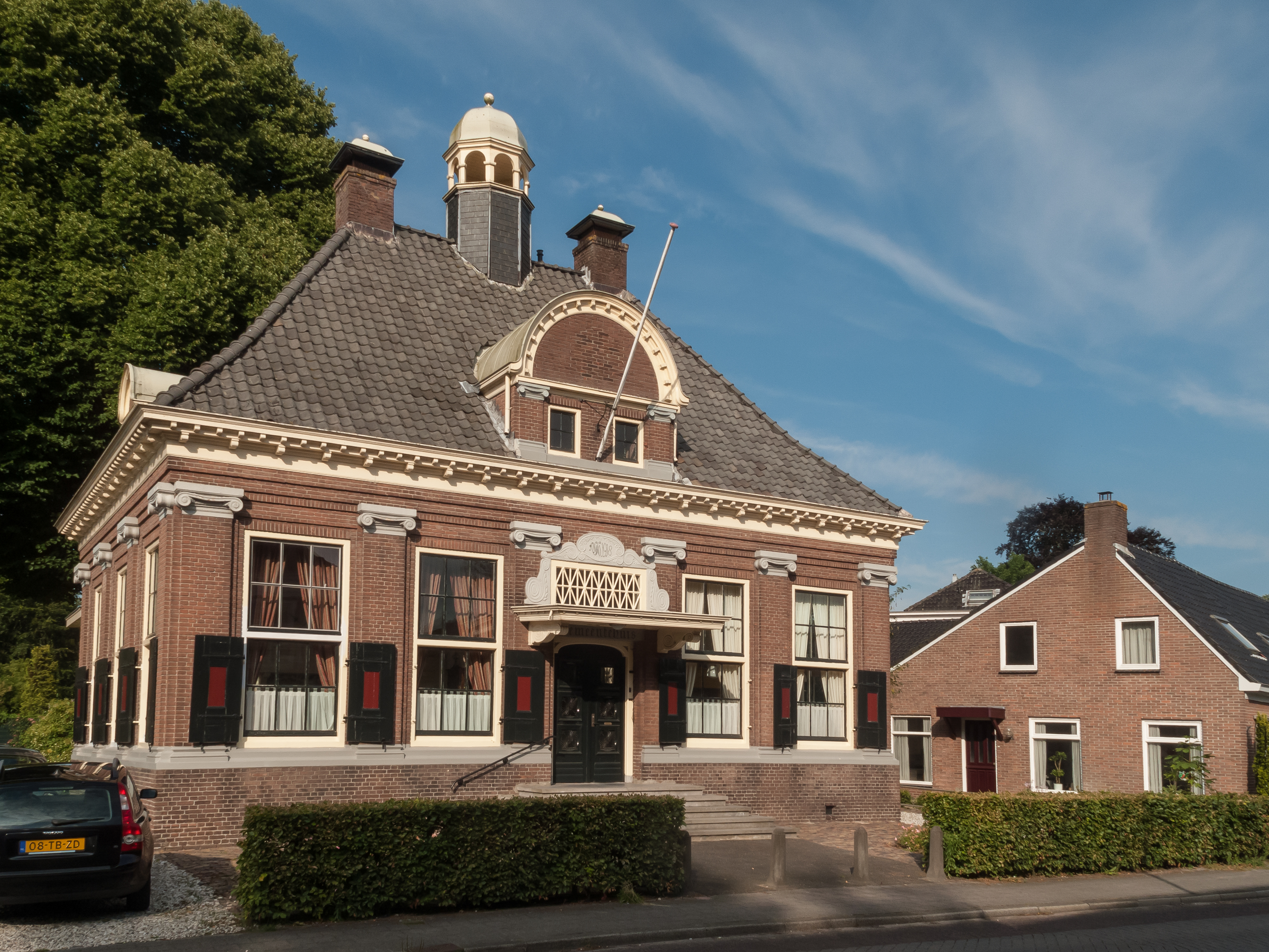
Rolde, l'ancien hôtel de ville.
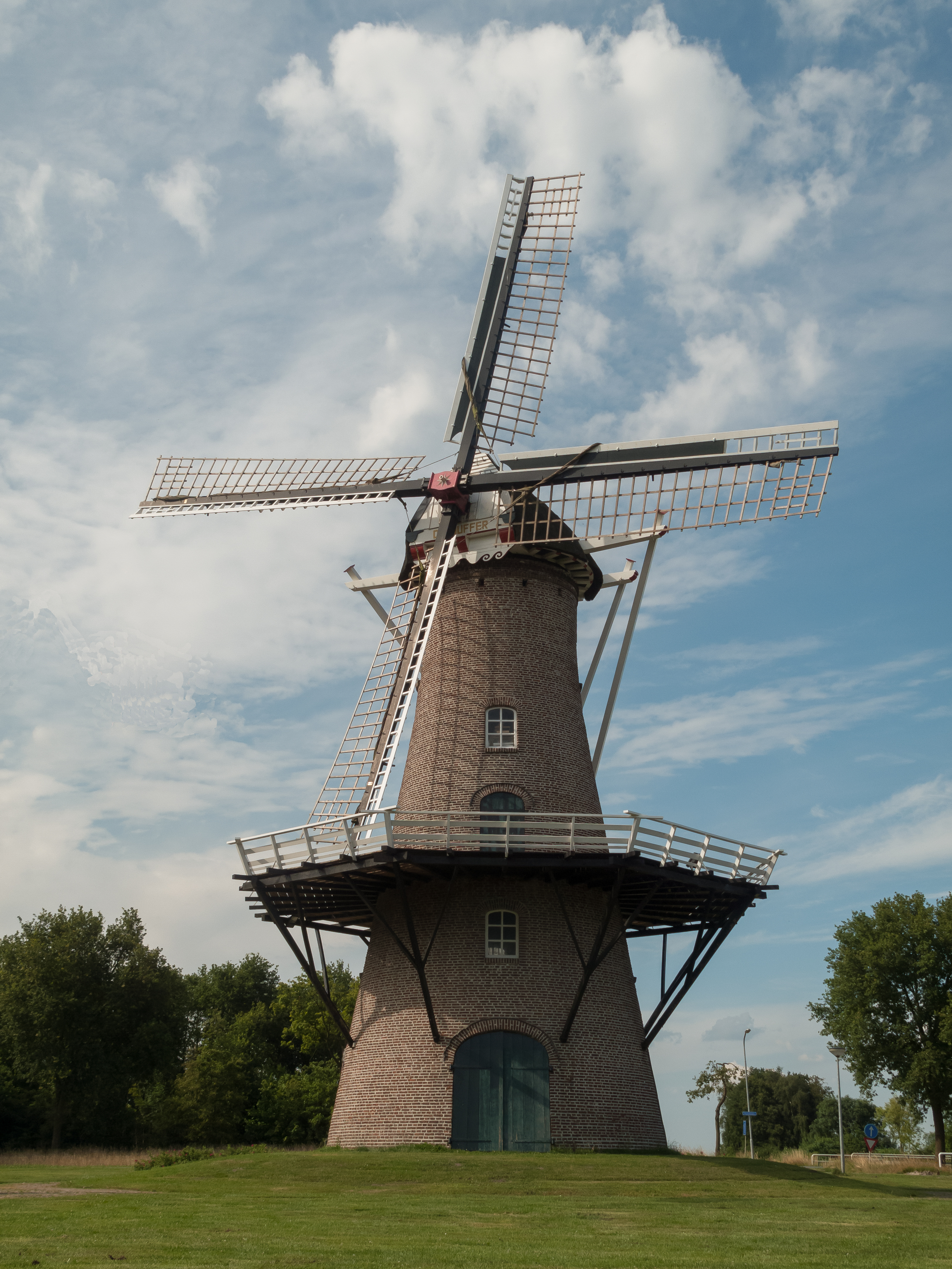
Entre Gasselternijveeen et Gasselte, le moulin : korenmolen de Juffer.
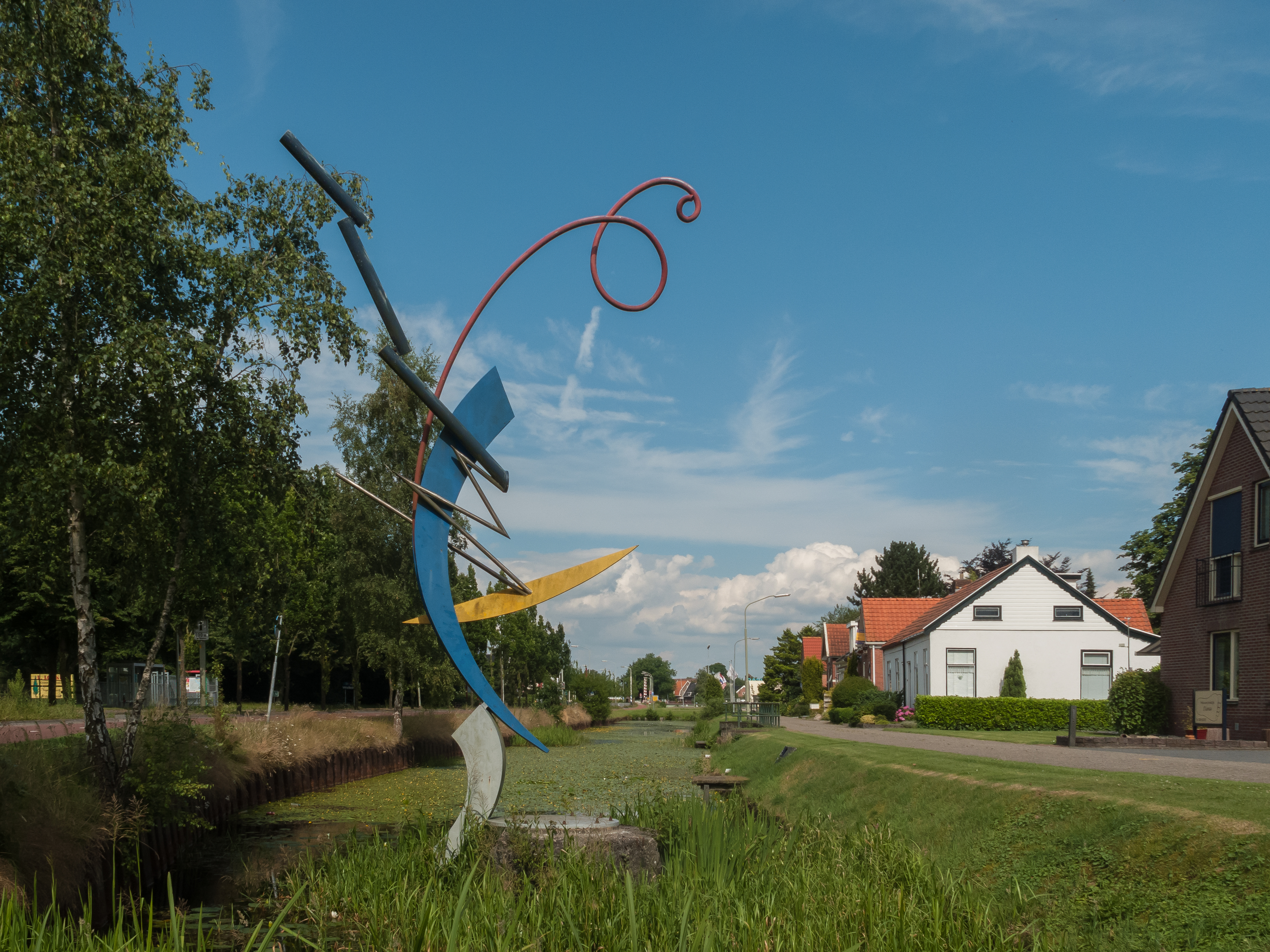
Gasselternijveenschemond, l'objet d'art.
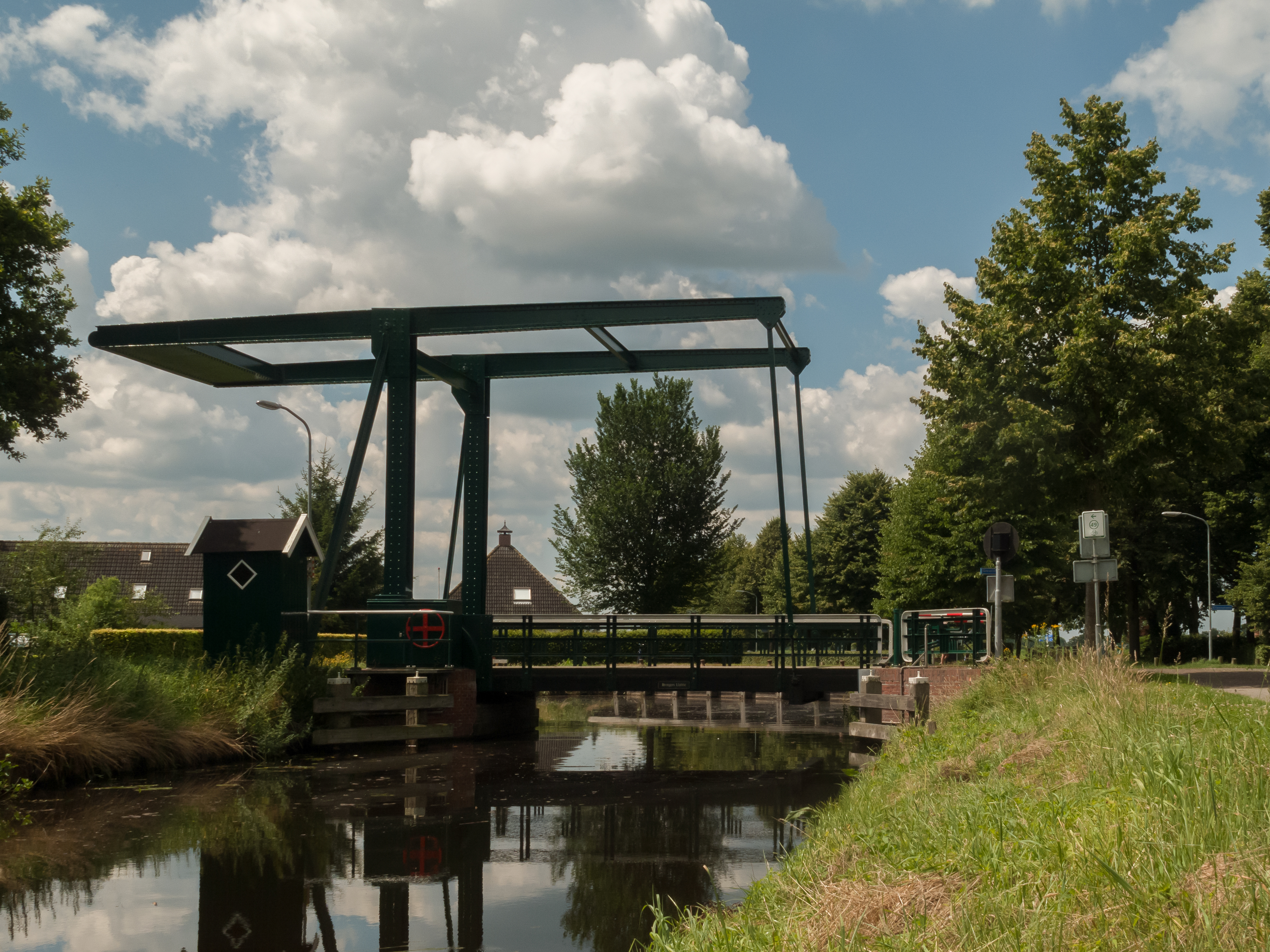
Annerveenschekanaal, le pont basculant.
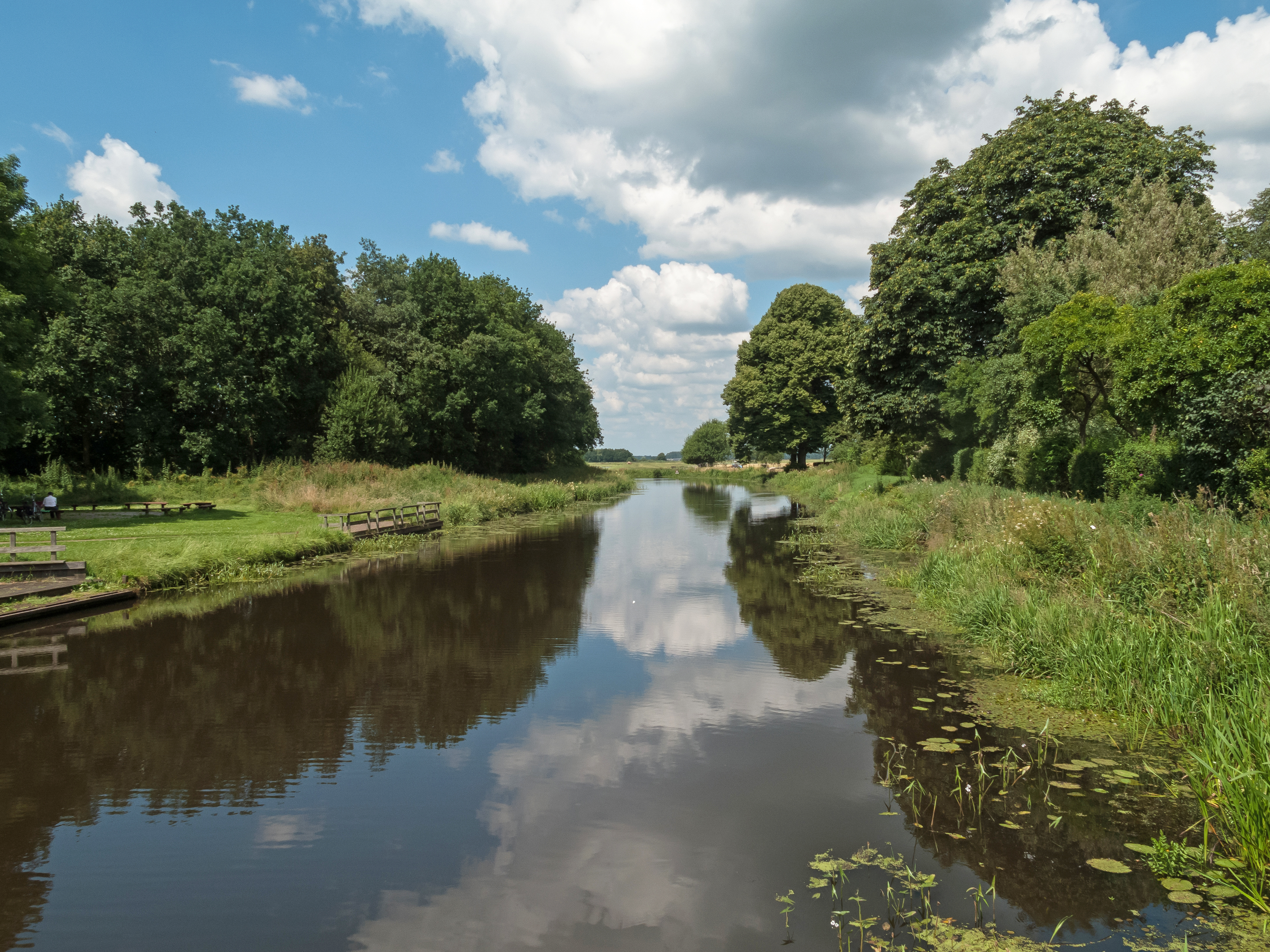
Près de Spijkerboor, fleuve : le Hunze ou le Oostermoerse Vaart.

## Localités
Achter 't Hout, Amen, Anderen, Anloo, Annen, Annerveenschekanaal, Balloërveld, Balloo, Bareveld, Bonnen, Bonnerveen, Bosje, Deurze, Eext, Eexterveen, Eexterveenschekanaal, Eexterzandvoort, Ekehaar, Eldersloo, Eleveld, Gasselte, Gasselterboerveen, Gasselterboerveenschemond, Gasselternijveen, Gasselternijveenschemond, Gasselternijveenschemond Eerste Dwarsdiep, Gasselternijveenschemond Tweede Dwarsdiep, Gasteren, Geelbroek, Gieten, Gieterveen, Gieterzandvoort, Grolloo, De Hilte, Kostvlies, Marwijksoord, Nieuw-Annerveen, Nieuwediep, Nijlande, Nooitgedacht, Oud-Annerveen, Papenvoort, Rolde, Schipborg, Schoonloo, Schreierswijk, Spijkerboor, Streek, Torenveen, Veenhof, Vredenheim